# Zapora Hasper
Zapora Hasper (niem. Hasper Talsperre, także Haspertalsperre) – zapora wodna położona na terenie miasta Haspe, obecnie dzielnicy Hagen, w kraju związkowym Nadrenia Północna-Westfalia w Niemczech. Główną funkcją zapory jest zaopatrzenie miasta w wodę pitną.

## Historia
Zapora zbudowana została w latach 1901–1904 według planów Otto Intze. Oddanie zapory do użytku miało miejsce 11 października 1904 roku. Jest to jedna z 14 zapór wodnych w systemie rzecznym rzeki Ruhry.
W latach 1991–1994 zapora została poddana renowacji, w trakcie której wzmocniono i pokryto betonową powłoką uszczelniającą jej mur oporowy, który dodatkowo podwyższono o 40 cm. Dwie wieżyczki na zaporze pierwotnie znajdowały się pośrodku, ale zostały przesunięte na zewnętrzne krańce muru oporowego. Zapora jest własnością przedsiębiorstwa Mark-E Aktiengesellschaft.

## Opis
Ściana zapory jest zakrzywiona i wykonana z łupków kamiennych zgodnie z zasadą Intzego. Spiętrza wody potoku Hasper. Obszar chroniony przyrody Hasper Bach z meandrującymi strumieniami Hasper i Hemker graniczy bezpośrednio ze stawem Schöpplenberg (niem.Schöpplenberger Teich) położonym przed zaporą. Zapora i okolice znajdują się na obszarze terenu chronionego krajobrazu zapory Hasper.

## Galeria

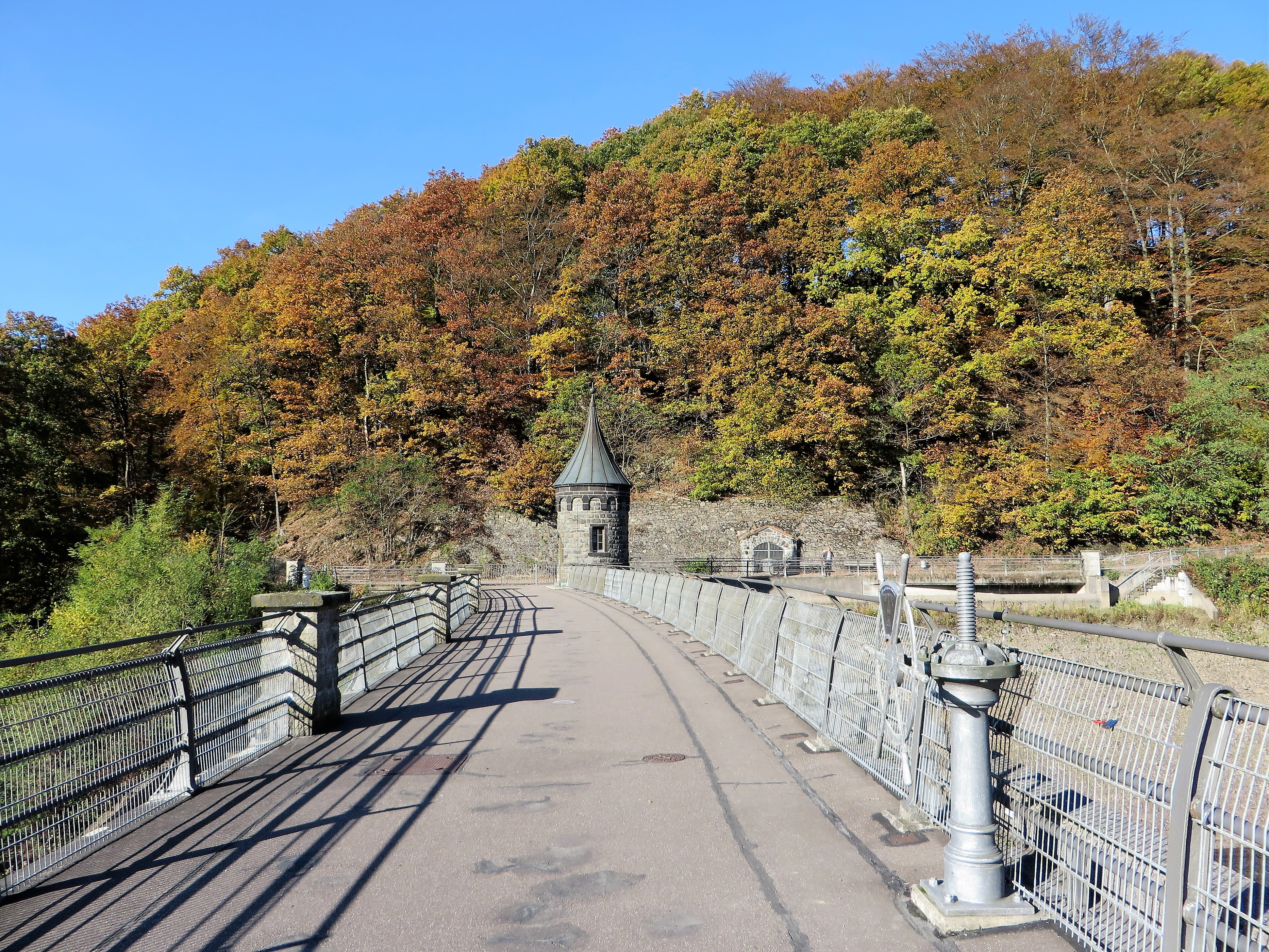
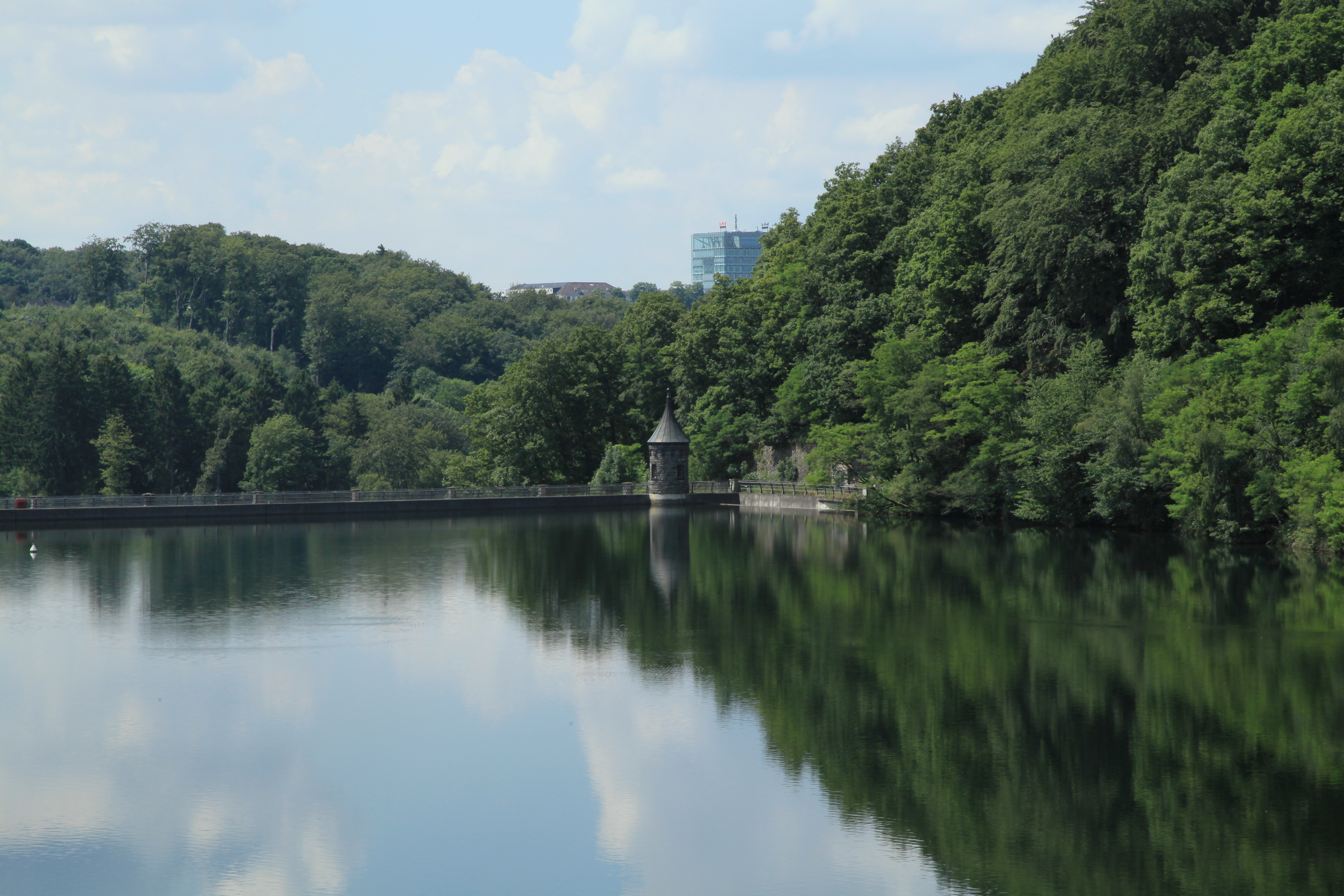
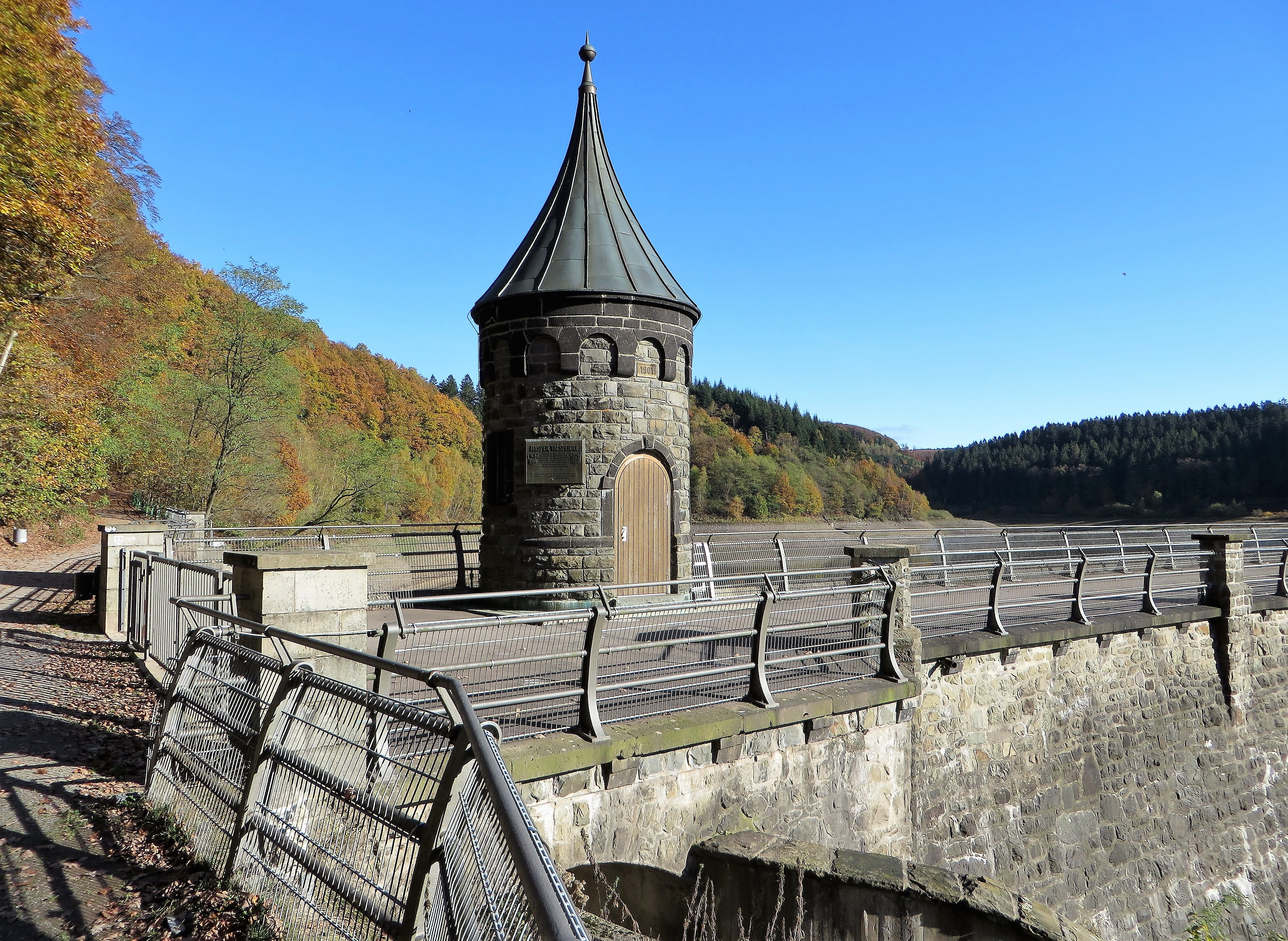